# Přechodová komora
Přechodová komora je prostor s vzduchotěsnými dveřmi, který umožňuje průchod osob a předmětů mezi prostředími s různým tlakem, nebo s jiným složením atmosféry. Zároveň minimalizuje změnu tlaku v přilehlých prostorách a mísení plynného prostředí. Přechodová komora se skládá z malé místnosti se dvěma vzduchotěsnými dveřmi, které jsou mechanicky uzpůsobeny k tomu, aby obě nebylo možné otevřít současně.
Přechodová komora může být použita pro průchod mezi prostředími tvořenými různými plyny, nebo mezi prostředími s rozdílným atmosférickým tlakem. Prostřednictvím přechodové komory lze minimalizovat změnu tlaku, nebo mísení plynů v obou prostředích.
Přechodová komora může být také použita pod vodou, tím lze umožnit průchod mezi vodou a suchým prostředím. V tomto případě se používá název zaplavitelná přechodová komora nebo podvodní přechodová komora a používá se k zabránění vniknutí vody do ponorky nebo do podvodního prostředí.
Přechodové komory se používají při kosmických letech, potápění, v hyperbarických komorách, ponorkách, některých podvodních místnostech, čistých místnostech, kesonech a tunelech.